# Borealea nobilis
Borealea nobilis is een slakkensoort uit de familie van de Coryphellidae. De wetenschappelijke naam van de soort werd voor het eerst geldig gepubliceerd in 1880 door A. E. Verrill als Coryphella nobilis.